# Сообщество (телесериал)
«Соо́бщество», известный также как «Одноку́рсники» (англ. Community) — американский комедийный телесериал, созданный Дэном Хармоном и повествующий о группе студентов, проходящих обучение в общественном колледже «Гриндейл» в штате Колорадо. При создании сериала Хармон вдохновлялся собственным опытом обучения в реально существующем колледже в городе Глендейл, Калифорния. Премьера шоу состоялась 17 сентября 2009 года на телеканале NBC. Сериал рассказывает о студенческом сообществе, которое состоит из школьных неудачников, недавно разведённых домохозяек и пожилых людей, старающихся сохранить трезвый ум. В телесериале присутствует множество ссылок на поп-культуру, часто пародируется кино и телевидение, а также обыгрываются клише и тропы.
Несмотря на довольно низкие телевизионные рейтинги, «Сообщество» было высоко оценено критиками, а некоторые издания назвали шоу лучшим в 2010, 2011 и 2012 годах, и оно быстро стало культовым. После закрытия телесериала в мае 2014 года после пяти сезонов Yahoo! Screen продлило его на шестой сезон, который выходил с 17 марта по 2 июня 2015 года. После нескольких лет слухов и затянувшегося препродакшена в сентябре 2022 года состоялся анонс полнометражного фильма «Сообщество», который будет доступен на стриминговом сервисе телекомпании NBC — Peacock.

## Сюжет
Разными путями в общественный колледж «Гриндейл» попали семь человек и, по воле случая, они подружились. Компания подобралась та ещё: высокомерный красавчик, ранее работавший адвокатом, но лишённый статуса Джефф Уингер (Джоэл Макхейл); симпатичная блондинка Бритта Перри (Гиллиан Джейкобс), которая пытается вернуться к активной социальной жизни; зрелая женщина Ширли Бенетт (Иветт Николь Браун), мать-одиночка, которую бросил муж; юная скромница с комплексом «отличницы» Энни Эдисон (Элисон Бри); ходячая энциклопедия кино и телесериалов, палестино-американец Эбед Надир (Дэнни Пуди); остроумный темнокожий парень, бывший футболист Трой Барнс (Дональд Гловер) и шестидесятилетний Пирс Хоуторн (Чеви Чейз), который был женат семь раз и теперь думает, что знает о жизни всё. Весёлую атмосферу сериала поддерживают такие колоритные персонажи, как чудаковатый декан Крейг Пелтон (Джим Раш) и азиатский учитель испанского языка (позднее также ставший студентом) «сеньор» Бен Ченг (Кен Джонг), у которого явно не все дома.
В первом сезоне Джефф Уингер впервые формирует учебную группу, с которой впоследствии происходят многочисленные злоключения. Во втором сезоне Бену Ченгу приходится стать студентом; он присоединяется к учебной группе, при этом планируя ей отомстить. Декан Пелтон находится в противостоянии с конкурентом — деканом «Городского колледжа». Это противостояние выливается в ожесточённый пейнтбольный матч. В центре сюжета третьего сезона — злодейский план Ченга по захвату колледжа, а Трой сталкивается с дилеммой: стоит ли уйти из «Гриндейла» в школу ремонта кондиционеров, которая больше похожа на секту? Четвёртый сезон рассказывает о последнем курсе: все персонажи (за исключением Эбеда) грустят о скором расставании, а Ченг выходит из состояния амнезии. В пятом сезоне умирает Пирс, Трой покидает шоу посреди сезона, а остальные герои возвращаются в колледж после выпуска, чтобы спасти его от закрытия. Джефф устраивается в «Гриндейл» преподавателем. Шестой сезон завершает сюжет сериала: персонажи вспоминают о событиях последних шести лет. Новый персонаж (Фрэнки Дарт) приходит в колледж, чтобы восстановить его репутацию, а учебная группа пытается выяснить, можно ли «очистить» «Гриндейл» так, чтобы он остался при этом «Гриндейлом».

## В ролях
- Главная роль в сезоне
- Второстепенная роль в сезоне
- Гостевая роль в сезоне
- Не появляется

| Актёр              | Персонаж       | Появление в сезонах | Появление в сезонах | Появление в сезонах | Появление в сезонах | Появление в сезонах | Появление в сезонах | Появление в сезонах |
| Актёр              | Персонаж       | 1                   | 2                   | 3                   | 4                   | 5                   | 6                   | Эпизоды             |
| ------------------ | -------------- | ------------------- | ------------------- | ------------------- | ------------------- | ------------------- | ------------------- | ------------------- |
| Джоэл Макхейл      | Джефф Уингер   | 25                  | 24                  | 22                  | 13                  | 13                  | 13                  | 110                 |
| Гиллиан Джейкобс   | Бритта Перри   | 25                  | 24                  | 22                  | 13                  | 13                  | 13                  | 110                 |
| Дэнни Пуди         | Эбед Надир     | 25                  | 24                  | 22                  | 13                  | 13                  | 13                  | 110                 |
| Иветт Николь Браун | Ширли Беннет   | 25                  | 24                  | 22                  | 13                  | 13                  | 2                   | 99                  |
| Элисон Бри         | Энни Эдисон    | 25                  | 24                  | 22                  | 13                  | 13                  | 13                  | 110                 |
| Дональд Гловер     | Трой Барнс     | 25                  | 24                  | 22                  | 13                  | 5                   |                     | 89                  |
| Кен Джонг          | Бен Ченг       | 21                  | 19                  | 16                  | 9                   | 13                  | 13                  | 89                  |
| Чеви Чейз          | Пирс Хоуторн   | 25                  | 24                  | 22                  | 11                  | 1                   |                     | 83                  |
| Джим Раш           | Крейг Пелтон   | 19                  | 16                  | 18                  | 12                  | 12                  | 13                  | 90                  |
| Всего эпизодов     | Всего эпизодов | 25                  | 24                  | 22                  | 13                  | 13                  | 13                  | 110                 |

## Персонажи
- Джефф Уингер — неформальный лидер группы. До событий сериала успешно работал адвокатом, но не имел диплома. Чтобы получить диплом и вернуться на место, поступил в общественный колледж «Гриндейл». В первый день, чтобы соблазнить Бритту, организовал учебную группу по изучению испанского языка. Впоследствии члены группы стали его лучшими друзьями, что не мешает ему периодически использовать их в своих целях. Джефф эгоцентричен и высокомерен, но не лишён харизмы, которая часто помогает ему выпутываться из сложных ситуаций и получать достижимое. Рос без отца, из-за чего периодически комплексует. Скептик и прагматик, в группе является «голосом разума». Периодически начинает испытывать романтические чувства к Бритте и Энни.
- Бритта Перри — симпатичная блондинка с активной жизненной позицией. Убеждённая феминистка, выступает за защиту окружающей среды и права животных. Вегетарианка. Некоторое время была руководителем группы активистов-анархистов. Раньше курила, в том числе и марихуану. Атеистка. Вне колледжа работает барменом. Изучает психологию и периодически тренируется на друзьях. Несмотря на то, что друзья убеждены в некомпетентности Бритты как психолога, иногда её советы оказываются правильными. Не всегда ведёт себя адекватно. Обладает ужасными вокальными данными.
- Энни Эдисон — юная девушка с комплексом отличницы. Скромная, дружелюбная, милая. Училась в одной школе с Троем, была влюблена в него. В школе была членом одного из христианских клубов, несмотря на еврейское происхождение. В Гриндейл попала в результате зависимости от антидепрессантов. Из-за воздействия лекарств впала в истерику на вечеринке выпускников и выбила собой стекло. Периодически влюбляется в Джеффа. Энни довольно умна, очень любит порядок. Периодически любит «поиграть в хулиганку», но когда ей нужно поступить не по правилам, она начинает нервничать и порой доводит ситуацию до абсурда. Начиная с третьего сезона живёт вместе с Троем и Эбедом.
- Ширли Беннет — темнокожая женщина средних лет. Образцовая домохозяйка, мать двоих сыновей — Элайджи и Джордана. Религиозна, ведёт себя в соответствии с христианской моралью и периодически пытается покрестить друзей-нехристиан. Держит в колледже бутербродную под названием «Сэндвичи Ширли», открытую совместно с Пирсом. Её муж ушёл от неё незадолго до начала событий сериала, но вернулся во втором сезоне. Тогда же у Ширли появился третий ребёнок — Бен Беннет, названный в честь помогавшего при беременности Бена Ченга. Раньше страдала зависимостью от алкоголя, но теперь не пьёт. Любит посплетничать. Делает не слишком хорошую выпечку. Так же, как и Джефф, часто принуждает друзей поступать правильно, но периодически открывает миру свою «тёмную сторону».
- Эбед Надир — американец палестино-польского происхождения. Воспитывался отцом — владельцем фалафельной, который не признавал его увлечений. В Гриндейл попал после того, как довёл до слёз детей Ширли своей речью «Приквелы ужасны», из-за которой отец не оплатил ему режиссёрские курсы. Киноман, обожает сериалы и фильмы, знает практически всё о кинематографе. Любимые телесериалы Эбеда — Город Хищниц, Плащ и Инспектор Континуум (аллюзия на популярный британский телесериал Доктор Кто). Убеждён, что является героем телесериала. Он практически не проявляет эмоций и периодически ведёт себя довольно странно, но, несмотря на это, очень ценит своих друзей. Возможно, он страдает синдромом Аспергера (лёгкой формой аутизма). Эбед — лучший друг Троя; они всё делают вместе, в том числе и воображаемое ими утреннее ток-шоу «Трой и Эбед с вами утром».
- Трой Барнс — темнокожий молодой человек. В школе был футболистом и получил спортивную стипендию, но потерял её после того, как получил травму из-за речи Энни. Наивный и несколько глуповатый, но, в целом, хороший парень. По вероисповеданию — свидетель Иеговы. В школе оставался на второй год, из-за чего думал, что он на год младше своего истинного возраста. Хорошо обращается с разной техникой. На протяжении третьего сезона ремонтники кондиционеров пытались заставить его обучаться их специальности. В конце концов, Троя признали «истинным ремонтником» — человеком, который ремонтирует не только кондиционеры, но и людей, которые их чинят. Периодически в нём проявляются детские качества: он любит сладкое, форты из одеял и подушек, а также видеоигры. Лучший друг Эбеда; начиная с третьего сезона они живут вместе.
- Пирс Хоторн — шестидесятилетний старик, пытающийся сохранить здравый рассудок. Семь раз был женат, но детей, тем не менее, не имеет. Сексуально озабочен, любит рассказывать про женщин, с которыми переспал. Член футуристической секты в звании «лазерный лотос 5-го уровня», хотя сам себя называет буддистом. Убеждённый расист, сексист и гомофоб. Постоянно называет Джеффа геем. Руководитель компании по производству влажных салфеток с состоянием в несколько миллионов долларов. Отец Пирса, также производитель салфеток, имеет большое влияние на него.
- Крейг Пелтон — эксцентричный декан колледжа «Гриндейл». Склонен к трансвестизму, регулярно появляется в женской одежде. Часто заменяет части слов в речи на слово «декан». Испытывает нездоровую привязанность к Джеффу Уингеру, которого считает своим лучшим другом. По этой же причине часто выступает на стороне учебной группы. В сериале очень часто встречаются намёки на то, что он гомосексуал и влюблён в Джеффа. Часто ищет новые источники финансирования для колледжа. Обычно он коренным образом меняет колледж, но успехов не достигает. Враждует с деканом городского общественного колледжа. Тот постоянно пытается выкупить Гриндейл и перестроить его под паркинг.
- Бен «Синьор» Ченг — полусумасшедший китаец, дебютировавший как учитель испанского языка в общественном колледже «Гриндейл». Безалаберно относится к занимаемой должности, из-за чего студенты практически не знают предмет. Себя называет «Эль Тигре Китаёза». Часто заменяет части слов в речи на свою фамилию. В конце первого сезона становится обычным студентом Гриндейла. Во втором сезоне Ширли забеременела, но не знала, от кого: от бывшего мужа Андре или от Ченга. Тем не менее, несмотря на протесты будущей матери, Бен заботился о ней, и в конце концов, когда выяснилось, что ребёнок от Андре, Ширли назвала его Беном. В третьем сезоне начинает работать охранником на кампусе, и в итоге с помощью школьников, завербованных в охранники, и двойника декана захватывает власть в колледже. Он собирался его взорвать, но был остановлен учебной группой. В четвёртом сезоне Ченг, называя себя Кевином, симулирует амнезию, которую он назвал «Ченгнезия». Это было частью плана городского колледжа по захвату Гриндейла. Но после того, как Эбед сообщил ему, что группа готова его принять, отказался от первоначального плана. Ченг очень одинок, и из-за этого постоянно стремится попасть в учебную группу. В финальной серии шестого сезона признаётся, что является геем.

## Эпизоды
| Сезон | Серии | Серии | Даты показа      | Даты показа     | Даты показа   |
| Сезон | Серии | Серии | Первая серия     | Последняя серия | Канал         |
| ----- | ----- | ----- | ---------------- | --------------- | ------------- |
| 1     | 25    | 25    | 17 сентября 2009 | 20 мая 2010     | NBC           |
| 2     | 24    | 24    | 23 сентября 2010 | 12 мая 2011     | NBC           |
| 3     | 22    | 22    | 22 сентября 2011 | 17 мая 2012     | NBC           |
| 4     | 13    | 13    | 7 февраля 2013   | 9 мая 2013      | NBC           |
| 5     | 13    | 13    | 2 января 2014    | 17 апреля 2014  | NBC           |
| 6     | 13    | 13    | 17 марта 2015    | 2 июня 2015     | Yahoo! Screen |

Названия большинства эпизодов стилизованы под названия предметов из учебной программы колледжа, например: «Введение в фильм», «Антропология 101» и «Совместная каллиграфия». Кроме пилотного эпизода, только четыре серии имеют названия, не имеющие отношения к предметам: «Неконтролируемое Рождество Эбеда», «Пригоршня пейнтбольных шариков», «Ещё несколько пейнтбольных шариков» и «Подушки и одеяла».
Премьера первого сезона состоялась 17 сентября 2009 года. После показа первых трёх серий время трансляции было изменено на более раннее, а в октябре 2009 года было объявлено, что будет снято 22 полных серии.
В январе 2010 года компания NBC заказала три дополнительных эпизода, расширив тем самым общее число эпизодов первого сезона до двадцати пяти. 5 марта 2010 года было объявлено о съёмках второго сезона сериала, премьера которого состоялась 23 сентября того же года. 17 марта 2011 года было объявлено о продлении сериала на третий сезон. 10 мая 2012 года сериал был продлён на четвёртый сезон, состоящий из 13 эпизодов. 10 мая 2013 года был заказан пятый сезон телесериала из 13 эпизодов. 30 июня 2014 года Yahoo! Screen заказал 13 эпизодов шестого сезона.

### Веб-эпизоды
В дополнение к обычным сериям компания NBC выпустила несколько веб-эпизодов, самым свежим из которых является «Испанский проект». Остальные же являются студенческими фильмами Эбеда, в которых он копирует жизнь своих друзей. Эти веб-эпизоды выложены на главной странице вымышленного общественного колледжа «Гриндейл».
2 марта 2012 было объявлено о выпуске трёх анимационных веб-эпизодов, которые будут доступны на «Hulu». Эпизоды под названием «Отмычка Эбеда» созданы Дэйвом Сигером и Томом Кацффманом. По сюжету Эбед становится ассистентом декана Пелтона, и он даёт ему универсальный ключ от «Гриндейла».

## Производство

### Кастинг

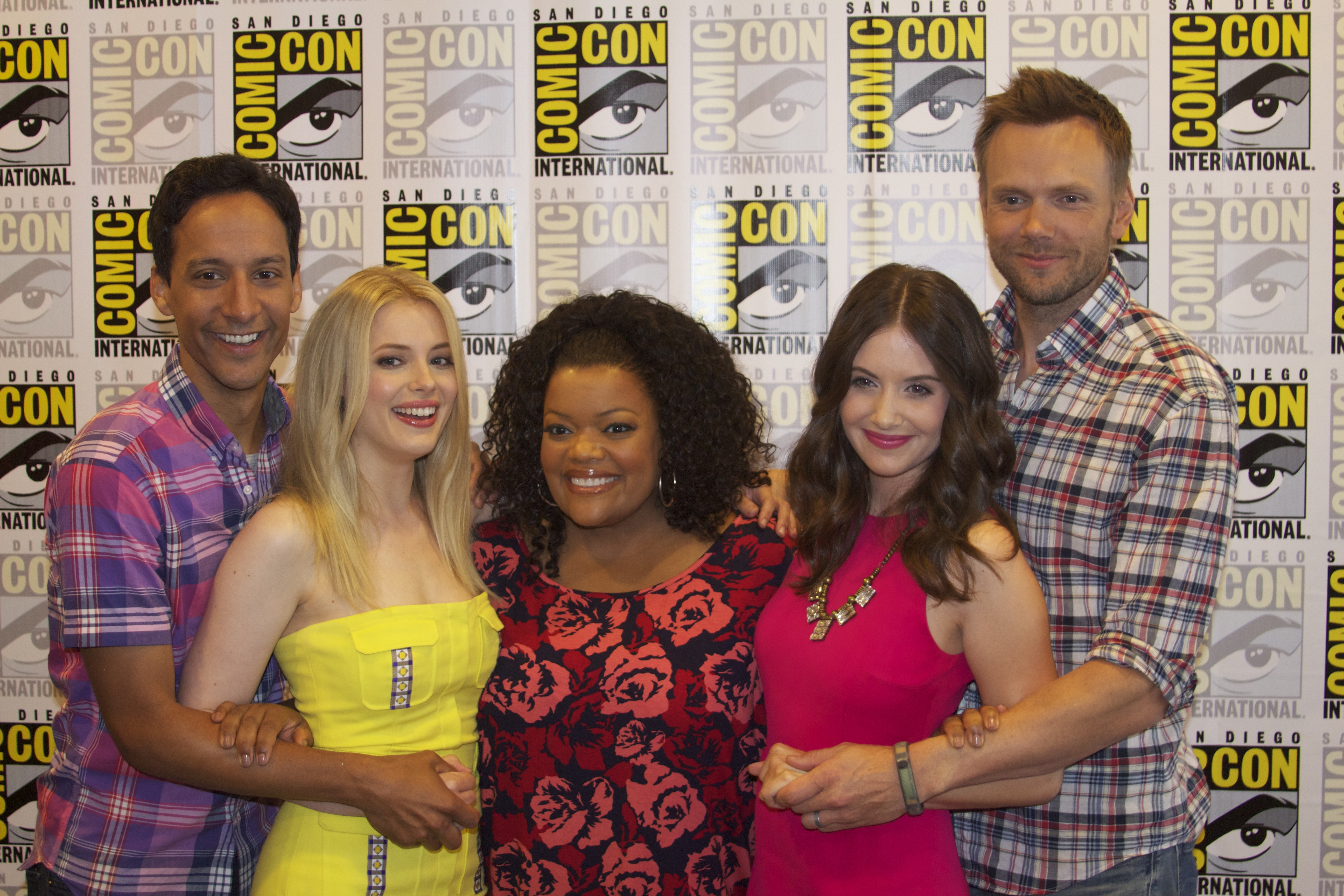
Дэнни Пуди, Гиллиан Джейкобс, Иветт Николь Браун, Элисон Бри и Джоэл Макхейл на San Diego Comic-Con в 2012 году

Дэн Хармон подчеркнул важность кастинга для комедийного шоу. Он сказал в интервью, что «кастинг — это 95 процентов создания шоу». Раньше он уже работал с несколькими из актёров; Джоэл Макхейл, Джон Оливер и Чеви Чейз исполнили гостевые роли в девятом эпизоде мини-сериала «Вода и энергия», который продюсировал Хармон для Channel 101. Актёр Чеви Чейз уже давно полюбился Хармону. Хотя изначально Чейз был равнодушен к ситкомам, он без колебаний решил принимать участие в шоу из-за высокого качества сценариев.
Макхейл, известный по комедийному ток-шоу «The Soup» телеканала E!, был также (как и Чейз) впечатлён тем, как пишет Хармон. Он отметил, что «сценарии Дэна были на голову выше всего остального, что он читал». Хармону понравился Макхейл из-за его симпатичной внешности, что позволило его персонажу обладать определёнными несимпатичными чертами, не настраивая зрителя против себя. Для роли Энни Хармон хотел актрису, которая напоминала бы Трейси Флик, персонажа, которого сыграла Риз Уизерспун в фильме 1999 года «Выскочка». Изначально продюсеры искали «латиноамериканскую или азиатскую Трейси Флик», но не смогли никого найти. Вместо этого они взяли на эту роль Элисон Бри, известную по роли Труди Кэмпбелл в «Безумцах».

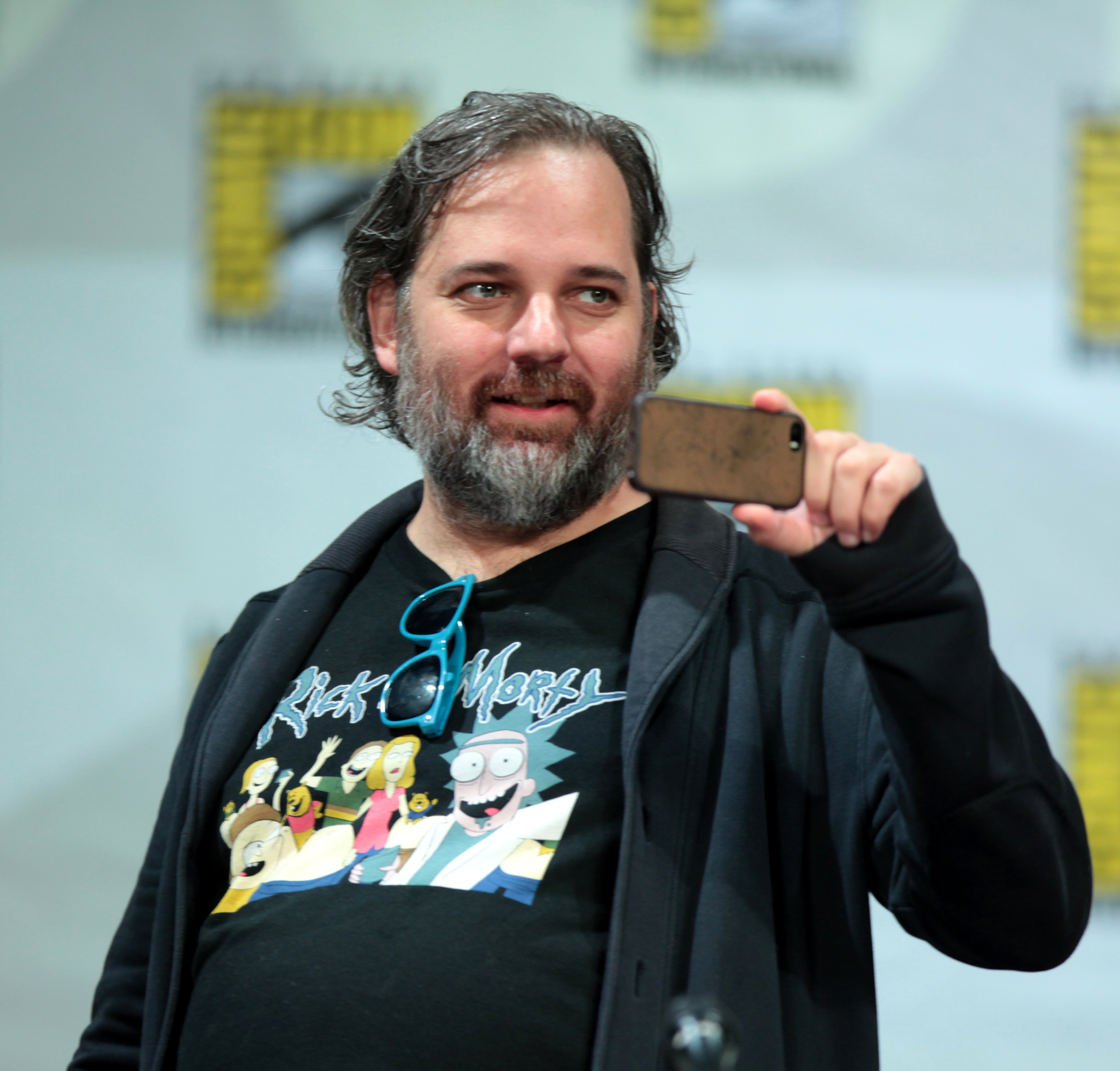
Создатель шоу Дэн Хармон

### Разработка
Дэн Хармон утверждает, что «Сообщество» основан на его реальном жизненном опыте. Пытаясь сохранить отношения с девушкой, он как-то поступил в общественный колледж «Гриндейл» недалеко от Лос-Анджелеса, где они вместе должны были изучать испанский язык. Хармон оказался вовлечён в учебную группу и, вопреки своим изначальным желаниям, сблизился с людьми, с которыми у него было очень мало общего. Именно с такими предпосылками Дэн Хармон писал сценарий, где главный герой во многом основан на нём самом. Хармон, как и Джефф, был эгоцентричным и крайне независимым, пока не осознал, как важны отношения с другими людьми.
Насчёт творческого процесса Хармон говорит, что писал «Сообщество» так, будто это фильм, а не ситком. По существу, процесс не отличался от предыдущих работ, кроме длительности и целевой демографической группы.

### Команда сценаристов
Каждый эпизод «Сообщества» написан в соответствии с шаблоном «круговых историй» Дэна Хармона, которую он разработал во времена работы на Channel 101. Этот метод написания сценариев был продолжен и в четвёртом сезоне без него. Хармон переписывал каждый эпизод «Сообщества», что помогло придать шоу индивидуальный стиль. Члены команды сценаристов «Сообщества» состояли в том числе из Лиз Каковски, Дино Стаматопулоса, Криса Маккенны, Меган Ганц, Энди Боброу, Алекса Рубенса, Тима Саккардо и Мэтта Варбертона. Кроме того, актёр Джим Раш, который выиграл премию «Оскар» за совместное написание сценария фильма 2011 года «Потомки», написал сценарий к одному эпизоду четвёртого сезона.
Шоу хорошо известно использованием тематических эпизодов в каждом сезоне, в которых используются клише и тропы, и они в некотором роде выбиваются из общего сюжета, однако сохраняют преемственность. Отличным примером этого служит тематический эпизод третьего сезона «Лечебная теория хаоса», где персонажи попали в семь разных параллельных реальностей в ту же ночь после того, как Джефф бросает кубик, чтобы решить, кому идти за пиццей (седьмым вариантом было вообще не бросать кубик). Также не единожды повторяются и другие темы эпизодов, в том числе каникулы на Рождество и Хэллоуин, пейнтбол и различные формы анимации.

### Съёмки
В съёмках шоу большую роль играет импровизация, особенно от Чеви Чейза. О Чейзе Хармон сказал, что он «как правило выходит за рамки сценария, и вы даже не всегда можете понять, когда закончилась та или иная сцена». Он также отметил, что Джоэл Макхейл и Дональд Гловер (актёры, сыгравшие Джеффа и Троя соответственно) также много импровизировали. Кроме нескольких наружных сцен, которые были сняты в городском колледже Лос-Анджелеса, съёмки шоу проходили на студии Paramount Pictures в Голливуде, штат Калифорния с первого по пятый сезон. Съёмочная группа шестого сезона переехала в CBS Studio Center, а в наружных сценах впервые со второго сезона был снова задействован городской колледж Лос-Анджелеса.

### Полнометражный фильм
В июня 2014 года в интервью журналу The Hollywood Reporter Зак Ван Амбург из Sony Pictures Television подтвердил, что полнометражный фильм «Сообщество» находится на ранней стадии разработки. Полная цитата звучит следующим образом:
Мы точно сделаем фильм! Думаю, когда он будет готов, нам станет понятно, хочет ли мир ещё больше «Сообщества». Я бы соврал, если бы умолчал, что идея фильма активно обсуждается в стенах студии и мы очень хотим над ним поработать.
Через год, после завершения шестого сезона, Хармон заявил, что не готов продюсировать фильм:
Я сказал Yahoo, что не смогу написать сценарий фильма, не соскучившись по «Сообществу». Они хотели сразу приступить к фильму — что ж, флаг им в руки.
В июле 2016 года во время интервью Ларри Кингу Хармон заявил, что фильм «Сообщество» «обязательно будет», но не был уверен, как именно начать его производство. В июле 2017 года в интерью журналу Time Хармон сказал, что «поговорил с режиссёром, у которого достаточно авторитета, чтобы это воплотить». В ноябре 2017 года Хармон сообщил TheWrap, что вместе с Джастином Лином работает над фильмом.
В январе 2018 года Пуди поделился, что актёрский состав всё с нетерпением ждёт полнометражного фильма: «Мы часто пишем друг другу, что готовы!» 23 марта 2018 года Макхейл сказал, что надежда есть, но отметил, что успех фильма будет невозможен без участия Гловера. Он добавил: «Было бы здорово. Я бы согласился в ту же секунду».
В июне 2019 года Элисон Бри сказала в интервью, что с радостью согласилась бы поучаствовать в съёмках, но подчеркнула, что собрать прежний актёрский состав будет сложно. В феврале 2020 года Бри рассказала фанатам на Reddit, что недавно ей «поступил интересный звонок по поводу фильма» и посоветовала «следить за новостями».
После дебюта сериала на Netflix в апреле 2020 года интерес к нему многократно возрос. В том же месяце Джо Руссо заявил в интервью Collider, что он вместе со своим братом Энтони присоединится к работе над фильмом: «Мы обожаем семью „Сообщества“ и очень близки с актёрами. Нужно сверить рабочие графики, но я точно знаю, что фильму про „Сообщество“ — быть, особенно сейчас, на фоне успеха на стриминге. Кто-то вроде Netflix должен проявить инициативу и воплотить этот фильм в жизнь».
В 2020 году Хармон и актёрский состав шоу (за исключением Чеви Чейза) объявили о проведении 18 мая благотворительной онлайн-трансляции за чтением сценария одного из эпизодов сериала. Команда собирала средства на борьбу с пандемией коронавируса. Уолтона Гоггинса, который не мог присоединиться, на трансляции подменил Педро Паскаль. За несколько дней до трансляции, 13 мая, Гиллиан Джейкобс выразила уверенность в том, что актёры в полном составе вернутся для съёмки фильма. Отвечая на вопросы зрителей после трансляции, все участники, включая Гловера, выразили интерес к фильму.
В 2021 году Хармон подтвердил, что начал работу над сценарием фильма и практически все логистические трудности удалось решить. Сценарист сказал, что самое сложное в работе над фильмом — сделать его понятным для тех, кто не смотрел сериал. В августе 2022 года Хармон заявил, что фильм «точно выйдет» в течение «от одного до восьми лет», а также объявил, что его общая концепция готова и осталось только найти дистрибьютора.
Стриминговый сервис Peacock анонсировал фильм в сентябре 2022 года. Хармон и Эндрю Гест выступят сценаристами, а Макхейл, Пуди, Бри, Джейкобс, Рэш и Джонг вернутся в своих ролях. Гловер, Браун и Чейз не подтвердили своего участия в фильме, однако в ноябре Хармон заявил, что Гловер «готов повеселиться». Кроме того, Хармон сказал, что за право работать над фильмом произошла «война ставок» между дистрибьюторами, и Peacock одержала верх. В январе 2023 года на шоу Джимми Киммела Джон Макхейл объявил, что съёмки фильма начнутся летом того же года. В июне 2023 года Джоэл Макхейл подтвердил, что Дональд Гловер повторит роль Троя Барнса и сообщил, что из-за забастовки сценаристов съёмки начнутся летом 2024 года.

## Рейтинги
Ранк сезона основан на среднем количестве зрителей каждого эпизода данного сезона «Сообщества»:
| Сезон | Таймслот (ET)                                                                                  | Эпизоды | Премьера         | Премьера                    | Финал          | Финал                     | ТВ сезон | Ранк | Зрители США (миллионы) |
| Сезон | Таймслот (ET)                                                                                  | Эпизоды | Дата             | Зрители премьеры (миллионы) | Дата           | Зрители финала (миллионы) | ТВ сезон | Ранк | Зрители США (миллионы) |
| ----- | ---------------------------------------------------------------------------------------------- | ------- | ---------------- | --------------------------- | -------------- | ------------------------- | -------- | ---- | ---------------------- |
| 1     | Четверг 21:30 (17 сентября 2009 — 1 октября 2009) Четверг 20:00 (8 октября 2009 — 20 мая 2010) | 25      | 17 сентября 2009 | 7,89                        | 20 мая 2010    | 4,41                      | 2009-10  | #97  | 5,00                   |
| 2     | Четверг 20:00                                                                                  | 24      | 23 сентября 2010 | 5,01                        | 12 мая 2011    | 3,32                      | 2010-11  | #138 | 4,44                   |
| 3     | Четверг 20:00                                                                                  | 22      | 22 сентября 2011 | 3,93                        | 17 мая 2012    | 2,48                      | 2011-12  | #144 | 4,03                   |
| 4     | Четверг 20:00                                                                                  | 13      | 7 февраля 2013   | 3,88                        | 9 мая 2013     | 3,08                      | 2012-13  | #133 | 3,58                   |
| 5     | Четверг 20:00                                                                                  | 13      | 2 января 2014    | 3,49                        | 17 апреля 2014 | 2,87                      | 2013-14  | #96  | 3,00                   |

## Саундтрек
Музыка, звучавшая в первом сезоне сериала, озаглавленная «Сообщество (Музыка из оригинального телесериала)», была выпущена 21 сентября 2010 года на студии «Madison Gate Records». Список композиций включает в себя заглавную тему «At Least It Was Here» группы The 88, оригинальные песни и второстепенную музыку, сочинённую специально для сериала, и несколько композиций, исполненных героями сериала, представляющих собой смесь оригинальных музыкальных произведений.

#### Список композиций
| №   | Название                                                               | Исполнитель                           | Длительность |
| --- | ---------------------------------------------------------------------- | ------------------------------------- | ------------ |
| 1.  | «At Least It Was Here (Главная тема «Сообщества»)» (версия в заставке) | The 88                                | 0:35         |
| 2.  | «101 Rap»                                                              | Дональд Гловер и Дэнни Пуди           | 0:35         |
| 3.  | «Getting Rid of Britta»                                                | Чеви Чейз, Эрик Олсен и Том Вулф      | 2:15         |
| 4.  | «Pierce You Are a B»                                                   | Эрик Олсен, Том Вулф и Жак Слэйд      | 2:21         |
| 5.  | «Pierce Raps»                                                          | Жак Слэйд                             | 0:36         |
| 6.  | «Night Cap»                                                            | Жак Слэйд                             | 2:10         |
| 7.  | «The Way It Is»                                                        | Чеви Чейз                             | 0:59         |
| 8.  | «Community Medley»                                                     | Людвиг Йоранссон                      | 4:37         |
| 9.  | «Somewhere Out There»                                                  | Дональд Гловер и Дэнни Пуди           | 2:09         |
| 10. | «I Never Die»                                                          | Жак Слэйд                             | 1:50         |
| 11. | «Sensitive Night»                                                      | Иветт Николь Браун                    | 1:01         |
| 12. | «Party Where Your Heart Is»                                            | Тревор Армстронг                      | 1:01         |
| 13. | «Annie's Song»                                                         | Эрик Олсен                            | 1:37         |
| 14. | «Episode 119 Medley»                                                   | Людвиг Йоранссон                      | 3:43         |
| 15. | «Come, Take a Trip in My Air-Ship»                                     | Чеви Чейз, Дэнни Пуди и Джоэл Макхейл | 0:46         |
| 16. | «Some Worries»                                                         | Чеви Чейз, Эрик Олсен и Том Вулф      | 2:10         |
| 17. | «If I Die Before You»                                                  | Людвиг Йоранссон                      | 2:49         |
| 18. | «At Least It Was Here (Главная тема «Сообщества»)» (полная версия)     | The 88                                | 2:50         |

### Другие треки
Песни, прозвучавшие в шоу, которые не были включены в саундтрек, можно найти на официальном сайте композитора Людвига Йоранссона.
| №  | Название                                      | Автор(ы)         | Эпизоды                                          | Длительность |
| -- | --------------------------------------------- | ---------------- | ------------------------------------------------ | ------------ |
| 1. | «Running Through Raining» (Энни возвращается) | Людвиг Йоранссон | 212                                              | 1:55         |
| 2. | «Greendale is Where I Belong»                 | Людвиг Йоранссон | 125, 210, 217, 308, 309, 314, 320, 322, 405, 413 | 1:34         |

## Награды и номинации
- 2011 — премия «Эмми» за лучшее достижение в анимации (Дрю Ходжес, за эпизод «Abed’s Uncontrollable Christmas»).
- 2011 — премия «Грейси» за лучшую женскую роль второго плана в комедийном сериале (Иветт Николь Браун).
- 2011 — три номинации на премию «Выбор телевизионных критиков»: лучший комедийный сериал, лучший актёр в комедийном сериале (Джоэл Макхейл), лучший актёр второго плана в комедийном сериале (Дэнни Пуди).
- 2011 — три номинации на премию «Спутник»: лучший комедийный сериал, лучший актёр в комедийном сериале (Джоэл Макхейл), лучший актёр второго плана в сериале или телефильме (Дональд Гловер).
- 2012 — номинация на премию «Эмми» за лучший сценарий для комедийного сериала (Крис Маккенна, за эпизод «Remedial Chaos Theory»).
- 2012 — премия «Выбор телевизионных критиков» за лучший комедийный сериал, а также 5 номинаций: лучший актёр в комедийном сериале (Джоэл Макхейл), лучший актёр второго плана в комедийном сериале (Дэнни Пуди и Джим Рэш), лучшая актриса второго плана в комедийном сериале (Элисон Бри и Джиллиан Джейкобс).
- 2012 — номинация на премию «Энни» за лучшую режиссуру для телепродукции (Дьюк Джонсон).
- 2012 — номинация на премию «Хьюго» за лучшее драматическое представление — короткая форма (за эпизод «Remedial Chaos Theory»).
- 2012 — две номинации на премию «Спутник»: лучший комедийный сериал, лучший актёр в комедийном сериале (Джоэл Макхейл).
- 2013 — номинация на премию «Выбор телевизионных критиков» за лучшую мужскую роль второго плана в комедийном сериале (Дэнни Пуди).
- 2014 — номинация на премию «Эмми» за лучшую координацию трюков для комедийного сериала (Кейси О’Нил).
- 2015 — номинация на премию «Эмми» за лучшую координацию трюков для комедийного сериала (Бен Скотт).